# セカンドチャンス (キリスト教)
セカンドチャンスとは、キリスト教の一派で唱えられている宗教思想の一つで、キリストの福音を聞くことなく死んだ人々も死後、よみ（陰府、黄泉）の世界で福音を聞き、回心の機会が与えられるとするものである。ファーストチャンスはこの地上に於ける回心の機会、セカンドチャンスは死後に於ける回心の機会をさす。
「セカンドチャンス」は一般には「やり直しの機会」「敗者復活戦」等を意味する言葉だが、ここでは「死後の回心の機会」「死後の救いの希望」「死後の救いの機会」の意味で使われている。「すべての人が救われる」とする万人救済主義（ユニバーサリズム）とは異なる。地上に生きたことのあるすべての人に、福音を聞く機会と回心の機会が与えられるとするものである。死後にその機会があるか否かに関して、キリスト教界には論争がある。

## 肯定論

### 肯定論者
海外ではアメリカの神学者ジョエル・B・グリーン（フラー神学校）、イギリスの神学者ウィリアム・バークレー(グラスゴー大学）などが、イエスの十字架の死のあとの「よみ降り」は「よみ」の死者への福音宣教であったとし、「セカンドチャンス」という言葉は使わないものの、死後の回心の機会を説いている。
ドイツやオランダ発祥のプロテスタント系の新使徒教会の教理問答には、こう記されている。「質問546：死者の救いを手助けすることは可能ですか？　ー　はい、主に祈り、未信者として死んだ人のためにとりなし、その救いを願うことはできます。彼らがイエスキリストを信じるよう祈ることはできます」
神学者ジェイムズ・ベイルビー（米国ベテル大学教授）も、死後の回心の機会を述べている。
ドナルド・G・ブルーシュ（米国デュブク神学校名誉教授）、ガブリエル・ファカー（米国アンドーバーニュートン神学校名誉教授）らは、「福音はすべての人に伝えられなければならず、死後にも福音は伝えられる」とする「死後宣教論」（Postmortem Evangelism)を提唱している。
ウクライナのヴァレリー・クゼフ（プリャゾフスキー州立工科大学教員）は論文で、地獄に関する伝統的理解の間違いを指摘し、セカンドチャンス論を支持している。
日本では、東京神学大学元学長の熊澤義宣や、同教授の加藤常昭も、イエスは十字架の死後「よみ」で福音宣教をしたとし、死後の回心の機会を説教集などで説いている。その後、大川従道牧師（大和カルバリーチャペル）は「セカンドチャンス」という言葉を使い、テレビ放送の聖日礼拝でこの内容を説いた。また一般向けの著書『永遠と復活』（幻冬舎 2020年）でも同内容を説いている。
月刊『レムナント』主筆牧師の久保有政は、「よみ」（ヘブル語シェオル、ギリシャ語ハデス）は「地獄」(ゲヘナ）とは異なるものであることを強調し、8つの聖句をあげて、「未信者の死後界である『よみ』にも神の恵みはあり、福音を聞き回心する機会が与えられる」とするセカンドチャンス論を展開した。そのセカンドチャンス論のウェブサイトは、海外無償ボランティアの手により、9か国以上の言語に翻訳された。
また佐藤 博（『西洋キリスト教という「宗教」の終焉』（幻冬舎）等の著者）は、『セカンドチャンス肯定論』（レムナント出版）を著し、セカンドチャンスは神の愛を全うするものであり、聖書的福音だと説いている。
ジェフリー・A・トランバウアーはその著『初期キリスト教における未信者の死後の救い』において、「初期キリスト教には、未信者の死後の救いのために祈った多くのキリスト者たちの記録がある」とし、多くの実例を述べている。

### よみと地獄は別？
賛成派の多くは、セカンドチャンスの基礎として「よみ」と「地獄」を区別し、両者を別の場所と理解する。久保有政はこう書いている。
「中世の教会堕落時代に、一般的な死者の世界である『よみ』と、最終的刑罰の場所である『地獄』は混同されるようになってしまった。その後1611年プロテスタント教会が発行した英欽定訳聖書（KJV）も、『よみ』を『地獄』（hell)と誤訳した。そのために『死んだ未信者はすでに地獄におり、もはや救われるチャンスはない』という曲解が広く教会に入り込んだ。未信者の死後としての『よみ』の観念は消え、人は死後『天国か地獄へ』直行するという考えが教会に広まった」
「しかし、よみは地獄とは全く別の場所である。なぜなら聖書によれば、世の終わりに『よみ』のすべての死者は『最後の審判』と呼ばれる神の法廷に出され、最終的行き先を告げられ、そののち空になった『よみ』は地獄（火の池）に捨てられると書かれている（ヨハネの黙示録20:14）。それならどうして『よみ』と地獄が同じであり得ようか。両者は明らかに別のものである。死んだ未信者はいま地獄ではなく『よみ』にいる」
「旧約時代は、神を信じる人も信じない人も、すべての人が『よみ』へ行った（創世記37:35、詩篇88:3、伝道9:10、イザヤ38:10）。アブラハムやイサク、ヤコブ、イザヤ、エレミヤ、ダビデ、そのほか旧約の聖徒たちは皆、死後よみに行った。よみは幾つかの場所に分かれ、苦しみの多い場所や、慰めの多い場所などがあり、人生を振り返るための場所だった。そののちイエス昇天の時、旧約の聖徒たちは『よみ』から『天国』へ上げられた（エペソ4:8、Ｉペテロ3:19）」
「今日、人は死後、キリスト者は天国へ行き、未信者は『よみ』へ行く。よみは、世の終わりの『最後の審判』と呼ばれる神の裁判の法廷の時まで、死者が一時的に留め置かれる場所である。一方、地獄はすでに用意はされているが、最後の審判以降のための刑罰の場所である。地獄にはまだ誰も入っていない。死んだ未信者は『よみ』におり、彼らの最終的な行き先はまだ確定していない。それが確定するのは、世の終わりの神の『最後の審判』の法廷においてである」
「『金持ちとラザロ』（ルカの福音書16:19-31）の話で、英欽定訳やリビングバイブルなどは『金持ちは地獄（hell)で苦しみながら目を上げると』と訳してしまったため、この金持ちにはもはや救われる可能性がないという見解が広がった。しかし原語ギリシャ語は『金持ちは、よみ（ハデス）で苦しみながら目を上げると』である。金持ちは地獄ではなく、よみの中の一区画「苦しみの場所」にいた。そこは永遠の場所ではなく、最終的な場所でもない。よみの死者の最終的行き先は、世の終わりの『最後の審判』と呼ばれる神の法廷で決められる」
また大川従道は次のように書いている。「キリスト教界は、自殺者を罪人として、地獄へ行く者として断罪してきました。･･･しかし、彼らは地獄へなど行っていません。･･･よみへ行っているのです。･･･イエス・キリストはその『よみ』にまで行って最後の最後まで福音を伝えられたのです」

### キリストのよみ降下は死者への宣教？
賛成派は、ペテロの手紙第一3:18-4:6の「キリストも･･･死なれました。･･･キリストは（よみの）捕らわれの霊たちのところに行って、みことばを宣べられたのです。･･･死んだ人にも福音が宣べ伝えられていたのです」について、これは「キリストの『よみ』での福音宣教」と理解する。
ウィリアム･バークレーは注解書にこう記している。「使徒ペテロは、キリストが死人の世界に下っていき、そこで福音を宣教したという驚くべき思想を伝えている。すなわち、死によって裁かれた人でも、なおもう一度福音を受け入れ、神の御霊によって生きる機会があるという意味なのである。･･･これは聖書の中で最も素晴らしい文章の一つである。というのは、もしこの説明が真理に近ければ、それが私たちに福音の第二の機会（セカンドチャンス）という、息をのむような光景を垣間みさせてくれるからである」
ジョエル・B・グリーンも注解書にこう記している。「第一ペテロ4:6の『死んだ者』は、死後に福音を聞く機会を与えられた人々である」
ドナルド・G・ブルーシュは、その著『終末の出来事』にこう書いている。「福音が死者へ伝えられたのであれば（Ｉペテロ3:19、4:6）、死後の回心の機会がその後も多くの者に与えられると期待できる」
熊澤義宣はこう書いている。「信仰を持たないで亡くなった人、とりわけ自分の親しい人はどうなるのか、という疑問がよく出されます。『愛する家族が救われないとすれば、自分だけが洗礼を受けるのは心苦しい』といった心境から受洗にふみきれない場合もあるでしょう。･･･ペテロの第一の手紙3章19節には、キリストが死んだ人のいる世界に下って行かれたと記してあります。･･･その地下とは、よみの世界です。このよみはゲヘナ（地獄）とは違うものとして描かれています。『獄に捕らわれている霊どものところ』というのは、よみを意味しているのです。キリストが、この死んだ人の所へ下って行かれ、キリストの救いにあずからなかった人の所へ下って行かれたのは、そこで福音を宣べ伝えるためであった、と記されています。このことは、キリストを知らないで死んだ人たちにもキリストの恵みが行き渡るためであると、ペテロの手紙は私たちに解説をしてくれているわけです」
久保有政はこう書いている。「イエスは、よみに降って福音宣教をされた。ペテロの手紙によれば、それはノアの大洪水以前の死者に対してだった。では大洪水後の死者には、いつ福音が伝えられるのだろうか。地上にいたときイエスの福音を聞きながらも信じなかった人々は今『よみ』に行っている。『金持ちとラザロ』の話にもあるように、地上の人生の記憶は、よみに行ってからもある。彼らはよみでイエスの福音を思い起こし、なかには信じる人もいることだろう。彼らは周囲の『よみ』の住人にも、福音を語るだろう。また黙示録によれば、終末の患難時代に、エルサレムに神の二人の預言者が現れる。彼らは『獣』に殺され、3日半の後に復活し、昇天するが、その3日半の死の際にどこへ行くのだろうか。昇天後には天に行くので、彼らは死の際には『よみ』に行くことだろう。こうして彼らによっても、よみの死者に福音が伝えられる」

### 求道者は回心を先延ばしするか？
賛成派は伝道的見地からも、セカンドチャンスを説く。「イエスは『すべての造られた者に福音を宣べ伝えよ』、すなわち地上で生きたことのあるすべての人に福音が届けられなければならない、といわれた。そう言われたイエスが、福音を一度も聞くチャンスがなく世を去って『よみ』に行った魂に、無関心だったり、見捨てたりすることはあり得ない。よみの魂にも、何らかの方法で福音が伝えられ、回心の機会が与えられてよいはずである。実際多くの聖句が、死後の回心の機会の存在を示している」
ガブリエル・ファカーは、その著『聞いたことのない人はどうなの？』にこう述べている。「神の『聖なる忍耐強さ』（第二ペテロ3:9）により、福音を聞くことなく死んだすべての人々に、死後回心するための機会が届けられる」
反対派の「もしセカンドチャンスを説けば、未信者は『死んでから信じればいい』と、回心を先延ばしにしてしまうだろう』」という懸念に対しては、賛成派はこう述べる。「その懸念は不要である。単に死後に天国に行くことだけが福音ではない。神の導きのもとに人生を歩むことが、大きな祝福である。もし生きているときに福音を聞いたなら、生きているときに信じるのが最大の幸福である。また、地上で神の教えに生きることは『千代に至る 』家系的祝福をもたらす（出エジプト記20:6）。それをしっかり説くなら、求道者は『回心を先延ばし』にはしない」
「生きているときに主を信じれば、地上で祝福の中を歩み、死後は至福の天国へ行ける。しかし生きているときに信じなければ、祝福はなく、死後は暗い『よみ』にくだり、そこで長い間、かつて自分が地上で撒いたものを刈り取らなければならない。そこで福音を聞き、回心する機会があっても、実際に回心できるかどうかは別である。神の前に心は裸だからである。回心できたとしても、すぐに天国に行けるわけではない。このように、生きている間に信じるのと信じないのとでは、どちらがよいかは明白である。福音を聞いたなら、信じるのは当然早いほどよい。これが描き出されるとき、求道者は回心を先延ばしにはしない」
「『もし、福音を聞く機会がなかったことで信者になれなかった先祖には、もはや福音を聞く機会も救われるチャンスもないというなら、そのような不合理なキリスト教は信じるに値しない』と考える人が、日本や東洋には多い。そうした国での伝道にはセカンドチャンスの理解は欠かせない」
また、セカンドチャンスの信仰と伝道への熱意は「両立する」、なぜなら伝道は聖書が命じていることであり、恵みを受けた者が恵みを分かち合うのは当然だから、と語る牧師もいる。

### 根拠の聖句
賛成派はセカンドチャンスの聖書的根拠として、上記ペテロ第一3:18-4:6以外にも、下記の聖句等をあげる。（　）内は賛成派による注釈である。
- 「もしあなたの口で『イエスを主』と告白し、あなたの心で神はイエスを死者の中からよみがえらせてくださったと信じるなら、あなたは救われる。･･･キリストは、死んだ人にとっても（よみにいる人々）、生きている人にとっても、その主となるために、死んで、また生きられたのです」（ローマ人への手紙10:9、14:9）

- 「それ（イエスの十字架死、復活、昇天）はイエスの御名によって、天にあるもの、地にあるもの、地の下にあるもの（よみの人々）のすべてが、ひざをかがめ、すべての口が、『イエス・キリストは主である』と告白して、父なる神がほめたたえられるためです」（ピリピ人への手紙2:10-11）

- 「私は、天と地と、地の下(よみ）と、海の上のあらゆる造られたもの、およびその中にある生き物がこう言うのを聞いた。『御座にすわる方と、小羊とに、賛美と誉れと栄光と力が永遠にあるように』」（ヨハネの黙示録5:13）

- 「死人が神の子（イエス）の声を聞く時が来ます。今がその時です。そして、聞く者は生きる（すなわち救われる）のです。･･･墓の中にいる者（よみの人々）がみな、子（イエス）の声を聞いて出て来る時が来ます。善を行なった者は、よみがえっていのちを受け、悪を行なった者は、よみがえってさばきを受けるのです」（ヨハネの福音書5:25-29）

- 「生きている者にも、死んだ者にも、御恵みを惜しまれない主」（ルツ記2:20）

- 「わたし（神）がわざわいを予告した民が、悔い改めるなら、わたしは、下そうと思っていたわざわいを思い直す」（エレミヤ書18:8）

- 「いのちの書に名の記されていない者はみな、この火の池(地獄）に投げ込まれた」（ヨハネの黙示録20:11-15）（『最後の審判』と呼ばれる、死者の最終的行き先を決める神の裁判の法廷についての記述である。よみに留め置かれていたすべての死者はそこに出され、最終的行き先が言い渡される。その法廷に『いのちの書』が提出される。その書に『名の記されていない者はみな、火の池（地獄）に投げ込まれた』と記されているから、『いのちの書』とはすなわち回心者名簿である。最終的に天国（新天新地）に入る者たちの名簿である（イザヤ4:3）。それがこの法廷に出されることは、『よみ』の死者の中には最終的に神の国（新天新地）に入る者たちがいることを示している）。

### 神の義と愛にかなうか
さらに賛成派は「神の義と愛」から、セカンドチャンスを説く。ヴァレリー・クゼフはこう書いている。「（福音を聞くこともないまま死んだ人をそのまま地獄へ落とすという）地獄観は、神の義に反する。私はセカンドチャンス論を支持する」
ジェイムズ・ベイルビーは、その著『死後の機会』にこう述べている。「愛の神は、救いへ達する道がすべての人の手の届く所にあることを望んでおられる。その救いへの道は、キリストの福音を聞き信じることだが、聞く機会もなく死んでいった人が世界に大勢いる。そうした人々は死後の回心の機会を得るのである」
久保有政はこう書いている。「聖書が述べる神の根本的なご性格は、『義』と『愛』である。神の『義』（正しい）とは『罰すべき者は必ず罰し、赦すべき者は必ず赦す』ということである。この地上であれ、死後の『よみ』の世界であれ、福音に応答して回心するなら、その人を必ず赦すことが、神の義である（ヨハネの第一の手紙1:9）。また『一度も福音を聞くことなく世を去った人々』にも、福音を聞く機会を与えることが神の義と公平（公義）になる。また神の『愛』は『誰一人滅びることを望まない』ということである。この神の義と愛により、地上であれ『よみ』であれ、福音を聞いて回心するチャンスは最終的にすべての人に与えられる。イエスが『よみ』で福音宣教をされたのも、その一環であった」
米国の神学者ミラード・Ｊ・エリクソンは、地獄や、神の義、愛についてこう記している。「クリスチャンはしだいに、他の偉大な諸宗教の信者とも接触するようになった。彼ら他宗教の信者は、かつてそうであると言われていた『異教徒』のようでなく、善良で道徳的な人々であることが分かった。そのとき『たまたまイエスを信じることができなかった彼らを、どうして神は、拒絶したり地獄に落としたりされるのか？』という疑問が当然起こってくる。彼らはイエスのことを耳にする機会はなかったし、その結果、信じる機会もなかった。もしその人々を愛と義の神が滅ぼされるというなら、その考えは、感じやすく優しい人々にとって不快であり、感情を害することである。これは特に、終わりのない苦しみの場所としての地獄についてである。絶対に他の道があるべきである」

## 反対論

### 反対論者
セカンドチャンス論に対しては反対論も根強い。ウィリアム・ウッド、山岸登、尾形守、富井健、尾山令仁、中川健一、安黒務その他が反対論を唱えており、キリスト教界で論議となっている。
反対派の多くは、「もしセカンドチャンスがあるなら、多くの人は『死後に回心すればよい』と思ってしまうだろう」という点や、「セカンドチャンスが実際にはなかった場合、そうやって回心を延ばした人を地獄に追いやることになる」と言う点などを懸念して反対している。
ウィリアム・ウッド牧師（真理のみことば伝道協会）は著書『「セカンドチャンス」は本当にあるのか―未信者の死後の救いをめぐって』において、「『セカンドチャンス』を示す証拠聖句とされるものは、一つの例外もなく、死後の救いを主題とする文脈の中に置かれていないのです」「重要な教理であるなら、主がそれ専用の文脈を用意し、誤解する余地もないほど、はっきりとその真理を示してくださったはずではないでしょうか」と述べている。また、セカンドチャンスによって懸念されることとして以下の点を挙げ、セカンドチャンスが危険な教理であると述べている。
1. 聖書から逸脱した教理の蔓延：聖書の主題や文脈を考慮しない教えが蔓延していく。
2. 福音宣教に対する悪影響：伝道への熱意を失う。
3. 救われるべき魂の滅び：信じる決心を後回しにする。

反対派はまた、ペテロの第一の手紙3:18-4:6を、イエスの「よみ」での福音宣教とは解釈しない。①「イエスは地獄へ行って断罪の言葉をそこで伝えた」、あるいは②「これはイエスの十字架の死後の話ではなく、大洪水前のノアの宣教の中に霊的にイエスがいて、当時の生きている人に語ったものだ」, ③「ここでいう死者は、死んでから福音を聞いたのではなく、生きている時に福音を聞いた人々である」等と解釈して、セカンドチャンスを否定する。『現代訳聖書』（尾山令二訳）のペテロの手紙の部分は、②の解釈に基づいて訳されたものである。このような解釈が正しいか否かについては議論がある。

### イエスは「地獄」へ降った？
反対派の多くは、「よみ」という死後界について、賛成派とは違う観念を持っていることが多い。とりわけ日本の教会の使徒信条で「主は･･･よみにくだり」となっている部分は、米国でよく使われている英語訳では「主は･･･hell（地獄）にくだり」となっている。そのため「よみ＝地獄」の観念は、米国などではなかば教理化しており、その観念のもとにセカンドチャンスは否定される。
賛成派は、「主は･･･hell（地獄）にくだり」の部分は、初期の使徒信条には入っていなかったことを指摘している。2世紀の「古ローマ信条」には、主が死と復活の間どこに行ったかが述べられていない。4世紀の「使徒信条ラテン語版」になって「彼はインフェロス（ラテン語の「よみ」（冥府）にくだり」が付け加えられたが、4世紀以降この「よみ」（冥府）は、しだいに地獄と同一視されるようになっていく。聖書には「彼はハデス（よみ）に捨てて置かれず」（使徒の働き2:31）と書かれ、イエスが行ったのは「よみ」と書かれている。だが、ローマや西洋のキリスト教徒は、しだいにこの「よみ」を地獄と同じものと考えるようになり、「よみ」を地獄に置き換えたのである。「使徒信条」はキリストの使徒が書いたものというわけではなく、後世にまとめられたものなのである。
今日のカトリック教会の英語版使徒信条や、米国プロテスタント教会で多く唱えられている使徒信条が「主は地獄にくだり」となっているのは、こうしたことに由来する。一方、英国国教会や一部の米国教会などでは、この箇所は「主は死者の所へくだり」と述べられ、「地獄」の語は避けられている。日本では、カトリックでもプロテスタントでも使徒信条は「主はよみにくだり」となっている。これは訳者が聖書に基づいて「よみ」としたからである。
しかし米国のプロテスタント教会や、カトリック教会の多くは「主は地獄にくだり」と告白するため、その観念の中に生きている。それを問題視する者も、一方ではいる。米国テレビ伝道の先駆者レックス・ハンバード牧師は、「イエスが行ったよみは地獄とは別の場所だ」と説いた。
メシアニック・ジュー（イエスを救い主と信じるユダヤ教徒）も、「主は地獄にくだり」とある使徒信条を非聖書的として、用いない。イエスは「シェオル」（よみ）にくだられたと告白する。
また「主は地獄にくだり」と告白するのをやめ、「主は死者の所に下り」と言い換える教会も増えてきている。
米国神学者ウェイン・グルーデムは、「主は地獄には下らなかった：使徒信条ではなく聖書に従おう」と題する論文を著している。

### 死後は天国と地獄だけ？
西洋では今日も、よみと地獄を同一視する傾向が強く、人が死後行く場所は「天国か地獄だけ」という理解が一般的である。その「地獄」ではもはや福音を聞く機会も回心の機会もないとして、セカンドチャンスを否定する人は、そうした国ではとくに多い。
米国の牧師コリン･スミスは、「ペテロの手紙のこの聖句は、イエスが地獄（hell）へ行き旧約時代の人々に福音宣教をしたという意味に解釈する人もいる。だがもしそのような死後の機会があるというなら、世界中の宣教師の少なくとも半分は母国の家に帰ってもらったほうがよいだろう。命がけの宣教に意味がなくなるからだ」と書いている。
韓国のチョー・ヨンギ（趙 鏞基）牧師（ヨイド純福音教会創立者）も、人の死後は天国か地獄だけとし、信者からの質問「立派な人だったけれどもイエスの福音を聞いた事がなく、救いを知らずに死んでしまった人は、救われるのでしょうか？」に、「イエス様を信じなかった人は救われません」と答えている。
英国でも、古来「よみ」と地獄が同一視され、「よみ」（ハデス）を「地獄」（hell）と訳した英欽定訳聖書(1611年）が出版されるなか、ウエストミンスター信仰告白（1646年）が生まれた。
安黒務は、ウエストミンスター信仰告白に「義人の霊魂は･･･天に受け入れられる。･･･悪人の霊魂は地獄に投げ込まれ、大いなるさばきまで閉じ込められ、そこで苦悩と徹底的暗黒のうちにあり続ける。聖書は、からだを離れた霊魂に対して、これらの二つの場所以外には何も認めていない」と書かれていることを理由に、セミナーでセカンドチャンスを否定している。
一方、新改訳聖書（日本聖書刊行会）の訳者は、「天国」のほかに「よみ」と「地獄」が別々の場所として存在するとし、新改訳聖書の「あとがき」にこう記している。「新約聖書でハデス（よみ）、ゲヘナ（地獄）と訳出されているのは、それぞれ、『死者が終末のさばきを待つ間の中間状態で置かれる所』『神の究極のさばきにより、罪人が入れられる苦しみの場所』をさす」

### 死後の裁きは死の直後？
欧米では「人の死後の行き先は天国か地獄しかない」と考えるようになったことから、いわゆる「死後の裁き」は（世の終わりではなく）死の直後にあると考える傾向が強い。「未信者は死後、地獄へ直行するからセカンドチャンスはない」と考える人が多くいる。
米国の「ゴット・クエスチョンズ・ミニストリーズ」は、「聖書で明らかなことは、死はすべてのチャンスの終わりだということです。ヘブル人への手紙9:27には『人間には、一度死ぬことと、死後に裁きを受けることが定まっている』とあり、いったん死ねば、もはや何のチャンスもないのです」と書いている。
ボブ・デフィンバーグ牧師もこう書いている。「死後のセカンドチャンスはあるのか？簡単にいえば、ない。ヘブル9:27にあるように、死のあとに来るものは『死後の裁き』だからである。･･･大切なのは、永遠の救いを今受け取ることである。機会のあるうちに」
ただし、ヘブル9:27をこのようにセカンドチャンス否定に使う動きに対し、「この聖句の『死後』は死の直後のことではない。『最後の審判』と呼ばれる『死後の裁き』は死の直後ではなく、世の終わりにある」と著書に書く米国人もいる。
米国神学に基づく大衆説教家だったビリー・グラハム牧師は、「聖書にはどこにも、神がセカンドチャンス（死後の回心の機会）を約束したという箇所はありません。また、この世に再度生まれて人生をやり直す機会についてもです」と述べている。

### 金持ちとラザロの話をどう解釈するか
イエスが語った「金持ちとラザロ」（ルカの福音書16:19-31）の話の中で、利己的生き方をした金持ちが死後すぐに苦しみの場所に行き、そこで善を行おうという心を示したものの出来なかったことから、死後にセカンドチャンスはないという主張がなされることも多い。たとえば音楽グループ＝ホワイト・クロスの「セカンドチャンスはない」という歌の歌詞に、こうある。「金持ちは死んで地獄（hell）の責め苦に置かれた。･･･彼はそこで、もう一度いいことをしたいと思った。一つだけでいい。地上の兄弟を助けたいと思ったのだ。しかしそれはかなわず、セカンドチャンスはなかった」
ただし、この歌詞の中で金持ちは「地獄」に行ったと言われているが、レックス・ハンバード牧師は、金持ちがいた場所は地獄ではなく、「よみ」の中の「苦しみの場所」と呼ばれる一区画であったと述べている。ビリー・グラハム牧師も、セカンドチャンスは否定したものの、金持ちは地獄ではなく「よみ」の一区画へ行ったと述べている。そのように金持ちが行った場所は「よみ」だと述べる場合であっても、欧米ではその区別は曖昧なことが多く、地獄と同じような永遠の苦しみの場所として説明されることが多い。また「死後の裁き」は死の直後にあると考える向きが強く、セカンドチャンスは否定される。
中川健一牧師は「聖書には、死んでも信じなかった人の実例も書かれています。この金持ちは、よみで大いに苦しんでいますが、悔い改めようとはせず、アブラハムに向かって、ラザロを自分の家族に送って欲しいと懇願するのみです。･･･この話から分かるのは、人の心は死んだだけでは変わらないということです」と述べ、この話を否定的にとらえ、セカンドチャンスはないとした。
一方キリスト教界では、この「金持ちとラザロ」の話を、上記のような否定的観念ではとらえない人々もいる。たとえばこう述べられている。「金持ちが行ったのは地獄ではなく、『よみ』の苦しみの場所だった。地獄では正常な精神活動ができないほど苦しみが強いのに対し、『よみ』では、たとえ『苦しみの場所』であっても会話をしたり正常な精神活動ができる程度の、懲らしめ的な苦しみである。金持ちはそこで、かつての自分の人生を悔やみ、地上の兄弟に対して愛さえ示した。兄弟を助けて欲しいという彼の思いがかなえられたとしても、彼には何の得もなかったが、彼はそう願った。彼は変わったのだ。その愛の思いは、天国から見ていたイエスに深い印象と感動を与えた。この話は、じつはたとえ話ではなく、実話である。なぜなら、イエスはたとえ話は常に『ある人』と語り、実名を用いなかったが、この話の中ではアブラハム、ラザロという実名があげられている。これは旧約時代の実話であり、天から見ていたイエスに深い印象を与えた光景だったのである。また金持ちのいた『よみ』は最終的な死後界ではなく、世の終わりまでの一時的な場所である。金持ちの願いはその時点ではかなわなかったものの、そこで彼が示した愛は、『よみ』の人々の最終的行き先を決める『最後の審判』の法廷において、神による重要な考慮事項の一つになるに違いない」
否定派は、アブラハムによって金持ちの願いがかなえられなかったことは、死後にセカンドチャンスはないことの証明だと述べる。実際、アブラハムにその願いをかなえる力はなかった。しかしそこにいたのがもしアブラハムではなく、イエスであったならばどうか、「イエスがいないならばセカンドチャンスはないかもしれないが、イエスがいるならば話はまた別になってくる。私は、セカンドチャンスがあるということを、聖書は物語っていると思う」と語る牧師もいる。

### ザビエルの場合
宣教師フランシスコ･ザビエル（16世紀）は、カトリックの教理に従い、「よみ」は「地獄」のことという理解を持ち、死後の回心の機会はないという考えで伝道していた。彼は日本での宣教について教皇庁にこう書き送っている。「日本人を悩ますことの一つは、地獄という獄舎は二度と開かれない場所で、そこを逃れる道はないと、私たちが教えていることです。彼らは亡くなった子どもや、両親や、親類の悲しい運命を涙ながらに顧みて、永遠に不幸な死者たちを祈りによって救う道、あるいはその希望があるかどうかを問います。それに対して私は、その道も希望も全くないと、やむなく答えるのですが、これを聞いたときの彼らの悲しみは、信じられないほど大きいものです。そのために彼らはやつれ果ててしまいます。･･･神は祖先たちを地獄から救い出すことはできないのか、また、なぜ彼らの罰は決して終わることがないのかと、彼らはたびたび尋ねます。･･･彼らは親族の不運を嘆かずにはいられません。私も、いとしい人々がそのような嘆きを隠せないのを見て、涙を抑えられないことがあります」

## 論争

### 日本
月刊『ハーザー』誌は、賛成派と反対派に同じページ数を与えて、ディベート（討論）を連載した。
『ハーザー』2002年7月（97号）は特集「死後に救いのチャンスはあるのか？」を組み、久保有政の「死後のセカンドチャンスは伝道の妨げではない、それはまた聖書の教えである」と、反対論の富井健「死後に救いのチャンスはあるのか」が載った。2002年8月（98号）に中村準一「死後の救いを主張することの危険について」とする否定論と、久保有政「死後のセカンドチャンス-否定論への反論」、2002年9月（99号）には秋一元宏「死者への取り成しの祈りは可能か」、富井健「死後のセカンドチャンス―肯定論への反論―」、ピーター・藤正信「久保有政師の執筆に対しての意見」が載った。2002年10月（100号）の「議論と今後の展開」とする巻頭言には、セカンドチャンスを異端視する読者からの購読中止の知らせを受けたハーザー編集長による「議論することそのものは禁じられていない」との主張が載せられている。2002年11月（101号）にはセカンドチャンス否定論の尾形守「人間の死後と救い　聖書はどうか」と、肯定論の久保有政「死後のセカンドチャンスを示す6つの聖書箇所」が載った。
反対派はしばしば根拠として、「律法なしに罪を犯した者はすべて律法なしに滅びる」（ローマ人への手紙2:12）の句をあげ、「律法も聖書もない異邦人はそれなしに滅びる、彼らに死後のセカンドチャンスはない」と主張した。それに対し久保有政は、「この聖句は、キリストの福音なしには、律法のない異邦人は律法なしに滅びるの意味である。キリストの福音のあるところでは、律法があってもなくても、福音を信じる者は救われる」と反論している。
また反対派の中には「罪人は滅びるのが当然。罪を犯した人間は、福音も何もないままに裁きの座に直行し、そこにおいて永遠の刑罰を受けるのが当然である」と述べる者もいた。それに対し久保有政は、「聖書は『主は･･･ひとりでも滅びることを望まず、すべての人が悔い改めに進むことを望んでおられるのです」（ペテロの手紙第二3:9）と述べている。『罪人は（回心の機会もないまま）滅びて当然』という考えは神にはない。神は断腸の思いで罪人の回心を待ち望んでおられる」と反論している。
反対派の中には、未信者から『福音を聞く機会もなく死んだ私の先祖は今どこにいるのですか。どうなるのですか？』と尋ねられた場合、『それは神様におまかせすることだよ』または『福音を聞けなかったのは残念だが、人は与えられた光に従って歩むことが大切だ。その歩み方を見て神は判断されるだろう』 等の曖昧な返答をする人もいる。それに対し久保有政は、「与えられた光に従って歩むことは大切である。だが聖書は、永遠の命への救いを与え得るのは単なる良心や善行ではなく、イエスキリストへの信仰だと述べている。それ以外に救いの道はないと述べている。もしイエスへの信仰なしでも救われると言うなら、それはもはや『キリスト教』ではない。信仰義認でもない。救いはイエスへの信仰による。信仰は福音を聞くことから来る。地上であれ『よみ』であれ、聞く機会なしには救いもない。セカンドチャンスはそれを述べたものであり、信仰義認の教えに立っている」と反論している。

### 米国
米国では、神学者ロナルド・ナーシュ、ガブリエル・ファカー、ジョン・サンダースが、死後の回心の機会があるか否かについてディベート本『 聞いたことのない人はどうなの？』を出版している（1996年クリスティアニティ・トゥデイのブックス・オブ・ザ・イヤー）。ナーシュは、この地上の人生でのみ回心の機会があるとした。ファカーは、神の「聖なる忍耐強さ」（第二ペテロ3:9）により、福音を聞くことなく死んだ人にも、死後に回心の機会が与えられるとした。サンダースは、救いはイエス・キリストによってのみ与えられるが、キリストを知らずに死んだ人にも救いが与えられる場合があるとした。

## プロテスタント以外

### 初期キリスト教
初期のキリスト教会において、2～3世紀のヒッポリュトス、テルトゥリアヌス、アレクサンドリアのクレメンス、オリゲネスなどの教父や歴史家は、キリストの「よみ降り」は福音宣教であったとし、死後の回心の機会は初代教会の理解であったと記している。研究家ジェフリー・Ａ・トランバウアーは、その著『初期キリスト教における未信者の死後の救い』において、「初期キリスト教には、未信者の死後の救いのために祈った多くのキリスト者たちの記録がある」とし、多くの実例を述べている。

### ローマカトリック
しかしそののちローマの国教となったカトリック教会では、しだいにこの「よみ」は地獄と同一視されるようになった。「よみ」の観念は消え、人は死後「天国か地獄へ行く」という考えになった。一方「煉獄」の教えも生まれたが、これは中途半端なキリスト者がいったんそこへ行き、清められたのちに天国に上げられるという場所で、未信者として死んだ者のための所ではない。プロテスタントや正教会では、煉獄の教えは聖書にないとして否定されている。
未信者の死後に関する現代カトリックの見解は、1965年の第二バチカン公会議の公式文書『現代世界憲章』に、「このこと（救いと復活）は、キリスト者だけに言えるものではなく、見えない仕方で心に恵みの働くすべての善なる人にも言える。というのは、キリストはすべての人のために死なれたからである。･･･神のみが知りたもう方法によって、すべての人に、復活秘義にあずかる可能性が提供されることを、私たちは信じなければならない」と記されている。
またカトリック教理問答には、「カトリック教会が神によってイエス・キリストを通して必要不可欠なものとして建てられたことを知っていて、しかもなおその教会に入ることを拒否、あるいは教会の中に終わりまでとどまることを拒否するとすれば、このような人々は救われることはありません。･･･（しかし）救われないというこの主張は、自分の過ちによらずにキリストやキリストの教会を知らない人々にはあてはまりません….誠実な心をもって神を探し求め、また良心の命令を通して認められる神の意志を、恩恵の働きのもとに、行動をもって実践しようと努めている人々は、永遠の救いに達することができます」（847番）と書かれている。ただし、キリストを知らなくても良心に生きた人は救われる可能性があると読めるこの教えは、プロテスタントでは一般に、非聖書的として支持されていない。

### 正教会
正教会（オーソドックス）では昔から、「よみ」に行った人々の救いが信じられてきた。正教会には、十字架の死後イエスが「よみ」へ行って福音宣教をした場面や、イエスが「よみ」の人々を救い出す光景を描いた聖画（イコン）がたくさんある。それらの聖画は、イエスの復活を祝う復活祭のときの絵として使用される。正教会には、「パニヒダ」と呼ばれる正教徒の死者のための祈りがあり、また正教徒以外の死者のための「異教人のパニヒダ」という祈りの時もある。その際「永遠の記憶」と呼ばれる特別な祈祷が捧げられる。これは神がすべての死者を覚え、恵みと憐れみをお与えになるよういのる祈りである。